# Calcestruzzi
La Calcestruzzi S.p.A. è un'azienda italiana del gruppo HeidelbergCement, che produce calcestruzzo preconfezionato; è attiva anche nel settore degli inerti. La società opera nel territorio italiano. La Direzione operativa è situata a Bergamo.

## Storia
Fondata alla fine degli anni cinquanta ed appartenente al Gruppo Ferruzzi di Ravenna è stata acquisita nel 1997 dall'allora Gruppo Italcementi.

## Procedimenti giudiziari
Tra il 1993 e il 1994 l'amministratore delegato di Calcestruzzi, Lorenzo Panzavolta, finì nel mirino dell'inchiesta Tangentopoli (venne interrogato dall'ex pubblico ministero Antonio Di Pietro), mentre nel 1997 venne arrestato con l'accusa di concorso esterno in associazione mafiosa, a seguito delle accuse del collaboratore di giustizia Angelo Siino. Panzavolta venne condannato in via definitiva nel 1998 a sei anni di reclusione e restò in carcere per tre mesi per poi ottenere gli arresti domiciliari; il capoarea della Calcestruzzi per la Sicilia, l'ingegnere Giovanni Bini, venne invece condannato a otto anni di reclusione perché accusato di tenere i rapporti con Cosa Nostra per conto dell'azienda.
Agli inizi del 2008 il gruppo Italcementi rimane coinvolto in un'inchiesta giudiziaria che ha portato la magistratura di Caltanissetta al sequestro preventivo dell'allora controllata Calcestruzzi SpA. Nel gennaio 2008 Mario Colombini, amministratore delegato della Calcestruzzi, è stato arrestato per truffa, inadempimento di contratti di pubbliche forniture e intestazione fittizia di beni con l'aggravante di avere agevolato l'attività della mafia. A fine febbraio vengono concessi gli arresti domiciliari dal Tribunale del riesame poiché vengono meno l'aggravante di aver favorito la mafia e l'intestazione fittizia di beni (oltre al dissequestro dell'intero capitale sociale dell'azienda). Nell'ambito delle indagini, la Guardia di Finanza ha sequestrato l'ala dell'ospedale Sant'Elia di Caltanissetta e una galleria dell'autostrada Palermo-Messina, costruzioni nelle quali si sospetta che Calcestruzzi abbia utilizzato materiale non conforme alle norme tale da minare la stabilità delle due opere.
L'inchiesta ha successivamente portato la Direzione distrettuale antimafia di Caltanissetta, ad indagare l'amministratore delegato di Italcementi, per concorso in riciclaggio, impiego di denaro, beni o utilità di provenienza illecita, aggravati dall'avere avvantaggiato la mafia.
In una successiva indagine del 2010, denominata Doppio Colpo 2, Carabinieri e Guardia di Finanza di Caltanissetta hanno arrestato 14 persone per associazione mafiosa, associazione a delinquere e frode in pubbliche forniture, e sequestrato 7 aziende controllate. Secondo la ricostruzione dell'accusa la Calcestruzzi spa, da oltre due anni sotto amministrazione giudiziaria, aveva assunto il monopolio nella fornitura in Sicilia del materiale che conteneva minori quantità di cemento. Con l'appoggio di Giuseppe "Piddu" Madonia, Francesco La Rocca e Giovanni Giuseppe Laurino, indicati come esponenti di spicco delle cosche nissena e catanese, cui cedevano parte dei maggiori profitti, l'azienda bergamasca avrebbe assunto negli anni il monopolio nella fornitura di calcestruzzo in Sicilia. La difesa ha ribattuto che la società deteneva una quota modesta del mercato siciliano del calcestruzzo, pari al 3% e lontana da una posizione di monopolio, e che l'incidente probatorio abbia comprovato la buona qualità dei materiali utilizzati, escludendo la presenza di pericoli in ordine alla sicurezza delle strutture esistenti.
Con provvedimento del 20 aprile 2011, il Tribunale di Caltanissetta ha disposto la completa revoca del sequestro preventivo della Calcestruzzi S.p.A., con la contestuale restituzione del complesso aziendale agli azionisti aventi diritto.
L'ordinanza, emanata a seguito di istanza della difesa della società, si legge in una nota di Italcementi, riconosce la validità e l'efficacia dell'azione svolta da Calcestruzzi nell'attuazione del Piano di prescrizioni disposto dal Giudice nonché la chiara testimonianza di "una buona volontà da parte della società sottoposta al vincolo e della sua controllante".
Il 3 dicembre 2013 il Tribunale di Caltanissetta, su richiesta del PM titolare delle indagini, ha prosciolto gli indagati coinvolti nell'operazione "Doppio Colpo 2" archiviandone la posizione in quanto "...il sistema informatico (aziendale) non era stato elaborato e gestito al fine di poter alterare i dati della gestione del calcestruzzo fornito per appalti pubblici e privati in difformità alle previsioni contrattuali, onde così occultare l'effettiva quantità inferiore del calcestruzzo venduto e, conseguentemente, le frodi contrattuali operate sul territorio nazionale...".

## Dati societari
Oggi è presente in tutto il territorio italiano con 168 impianti di betonaggio, 14 cave e 17 impianti di selezione inerti ed impiega 753 dipendenti